# Synanthedon pictipes
Synanthedon pictipes là một loài bướm đêm thuộc họ Sesiidae. Nó được tìm thấy ở nửa miền nam Canada và Hoa Kỳ về phía tây đến Minnesota ở phía bắc và miền đông Texas ở phía nam.

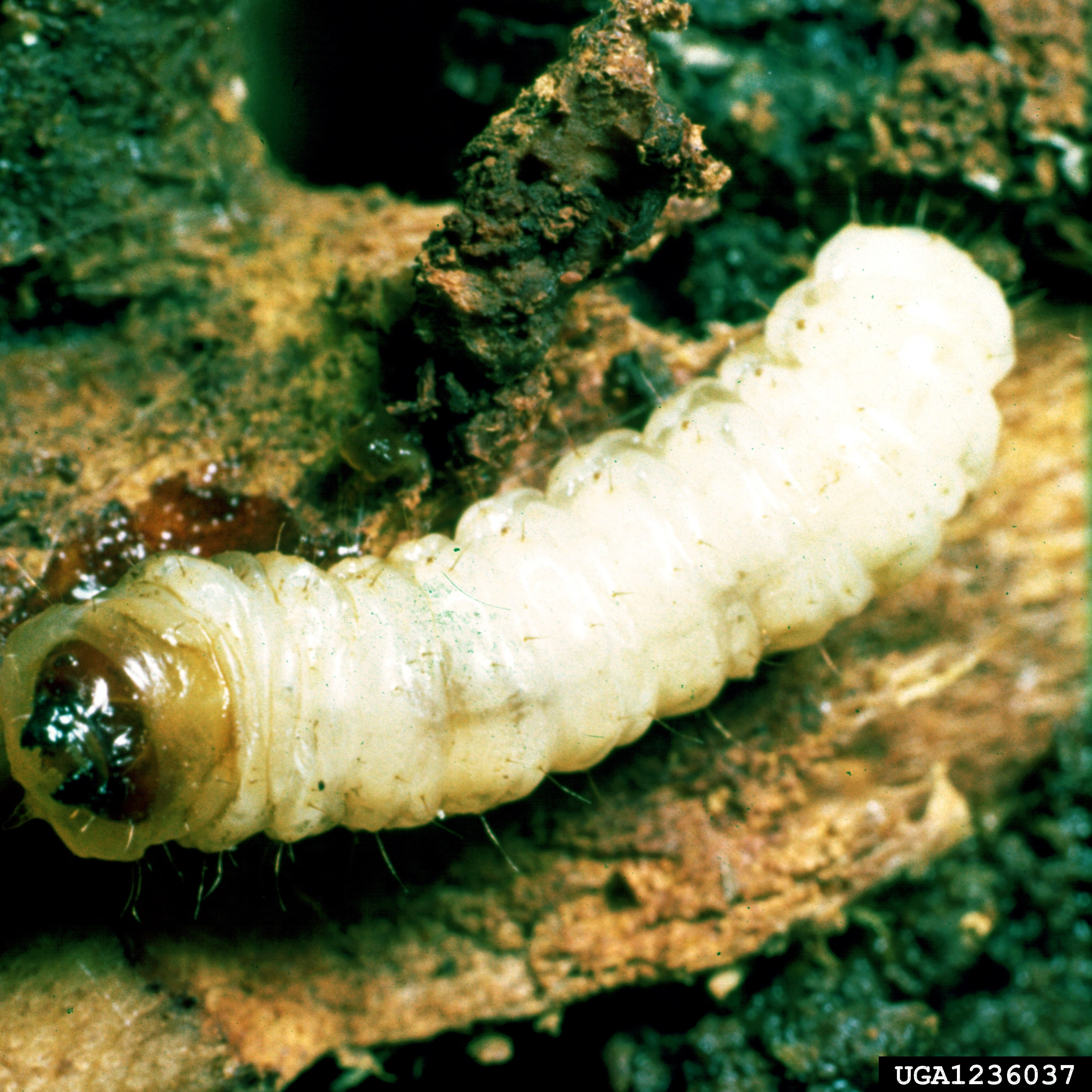
Ấu trùng

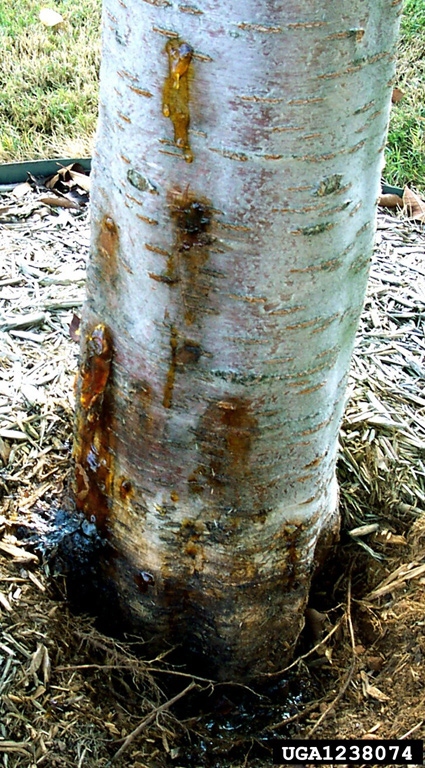
Hư hại

Sải cánh dài 18–25 mm. 

## Hình ảnh

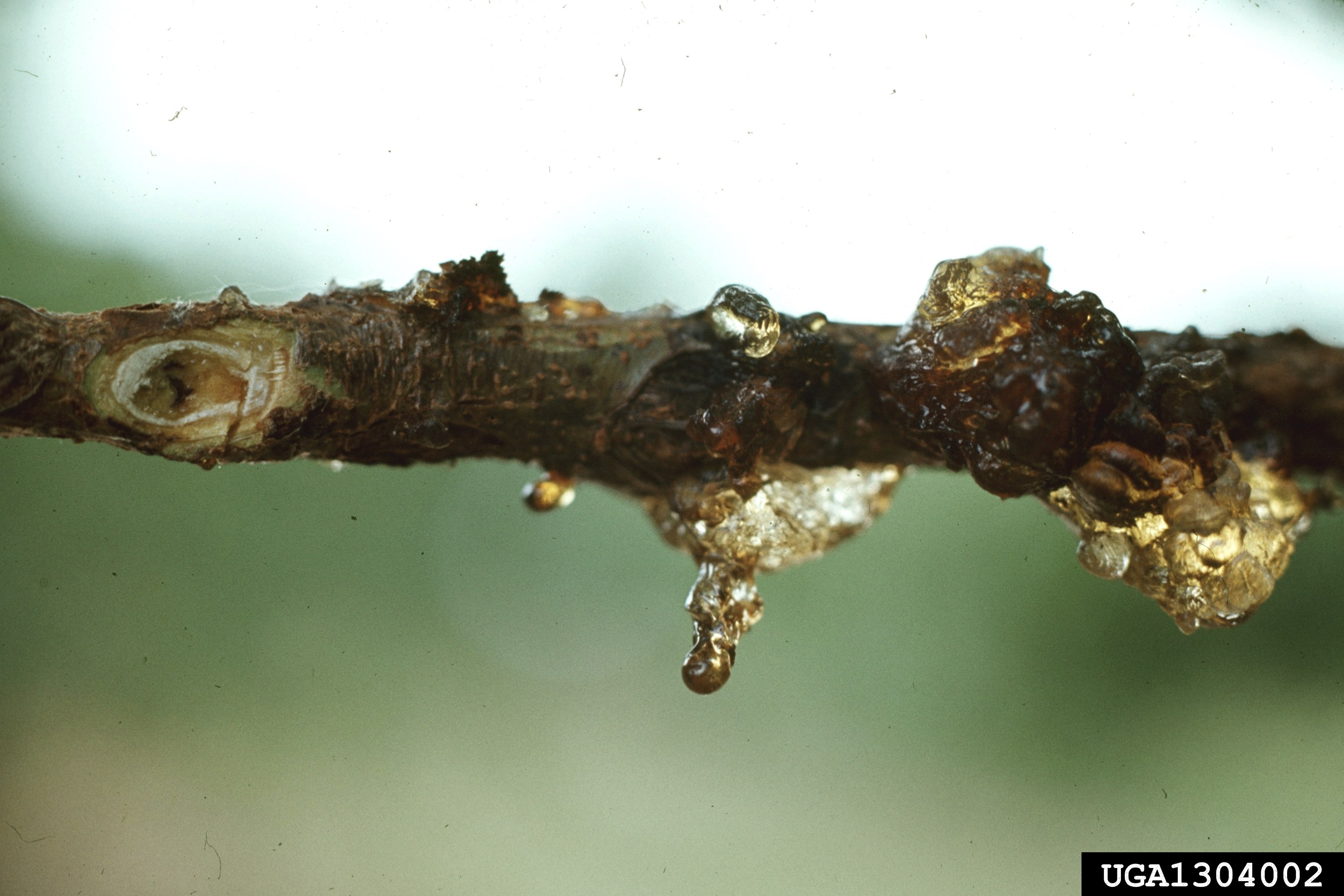
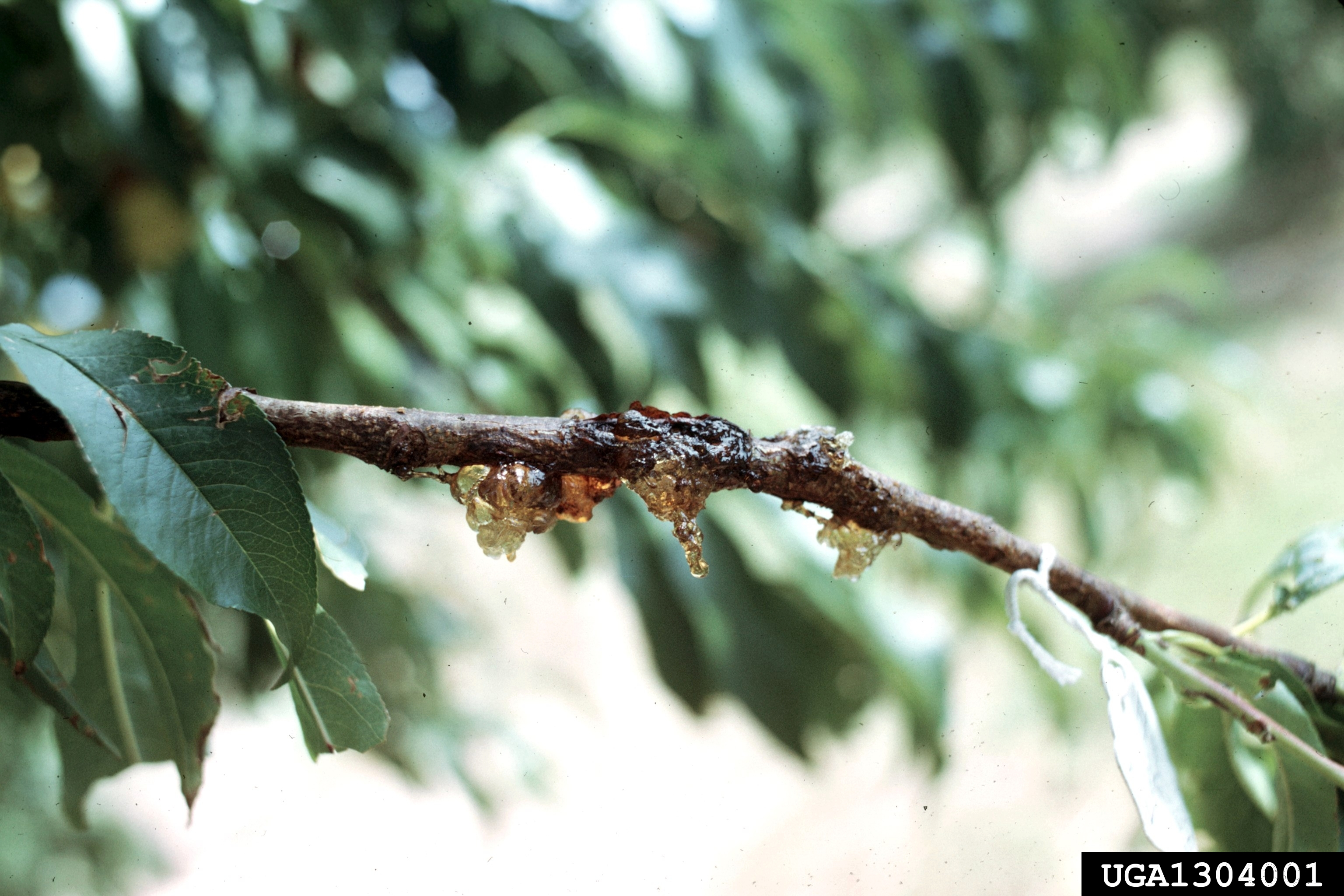
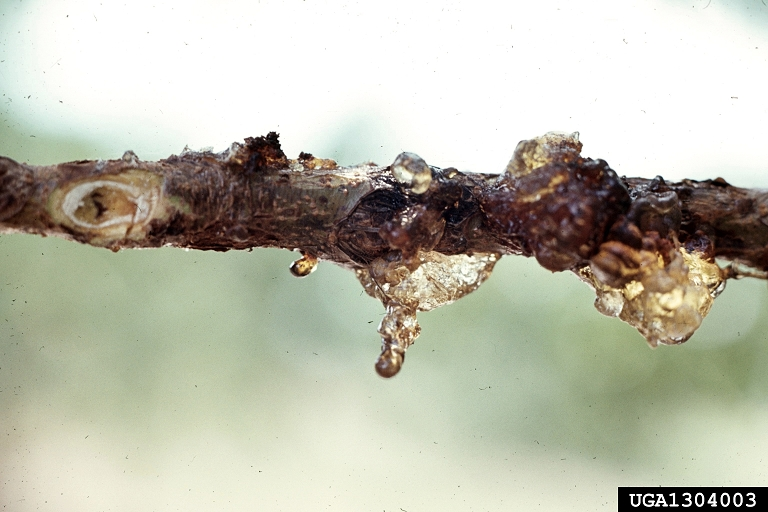
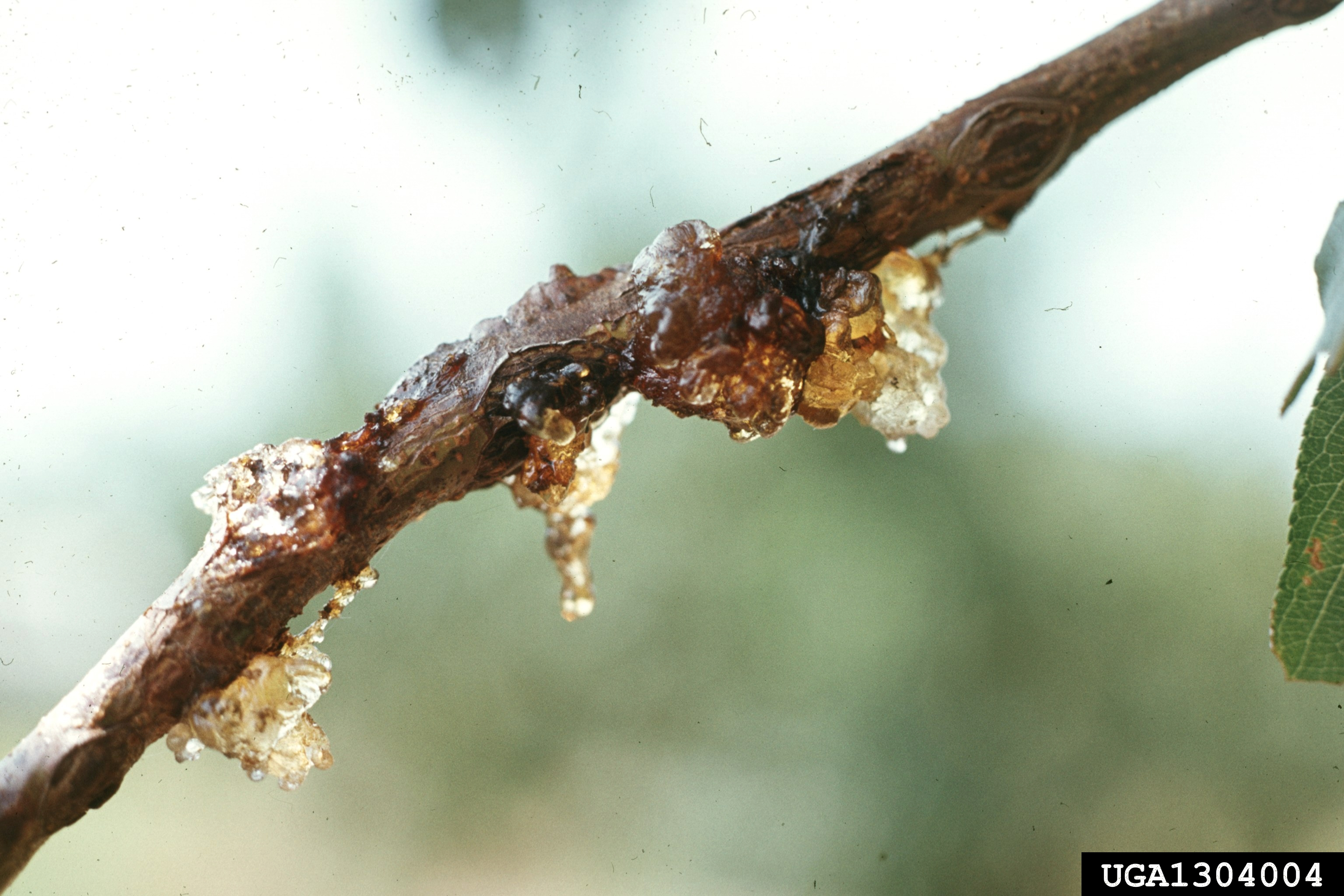